# Groote Eylandt
Groote Eylandt là đảo lớn nhất trong vịnh Carpentaria và là đảo lớn thứ bốn thuộc Úc. Đây là quê hương và hiện là đất của người Warnindhilyagwa.
Groote Eylandt nằm về phía đông của Arnhem Land, cách đất liền 50 km (31 mi), và cách Darwin 630 kilômét (390 mi). Hòn đảo rộng chừng 50 kilômét (31 mi) từ đông sang tây và 60 kilômét (37 mi) từ bắc xuống nam, với tổng diện tích là 2.326,1 km2 (898,1 dặm vuông Anh). Địa hình đảo tương đối thấp và bằng phẳng, với độ cao trung bình so với mặt nước biển là 15 mét (49 ft). Đỉnh của Central Hill (Đồi Giữa hay Đồi Trung tâm)
đạt đến 219 mét (719 ft) và là điểm cao nhất trên đảo. Tên của đảo được nhà thám hiểm Abel Tasman đặt năm 1644 và là một cụm từ tiếng Hà Lan với cách viết cũ mang nghĩa "Đảo Lớn" (cách viết hiện nay là Groot Eiland).

## Hành chính
Cùng với đảo Bickerton và vài đảo nhỏ xung quanh, Groote Eylandt là một phần của Anindilyakwa Ward trong vùng Đông Arnhem. Các điểm dân cư của Anindilyakwa là Angurugu, Alyangula, Umbakumba, Yadagba, Uburamudja và Sandy Hill (Groote Eylandt) và Milyakburra (đảo Bickerton).

## Lịch sử

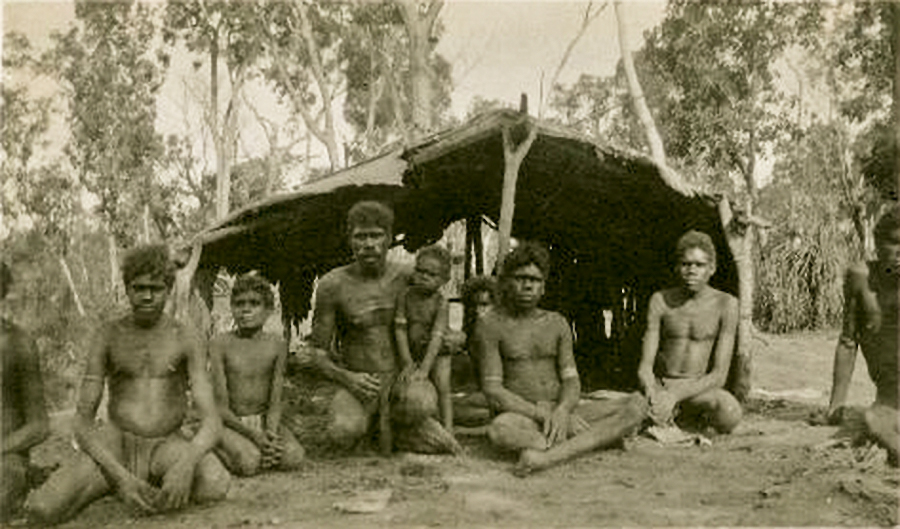
Đàn ông và trẻ em Warnindhilyagwa ở Groote Eylandt, 1933

Trước khi người châu Âu đến, Groote Eylandt đã là nơi sinh sống của thổ dân từ hàng ngàn năm. Những thổ dân này thường xuyên tiếp xúc với người Makassar, với bằng chứng còn đến ngày nay là địa danh mang tên Makassar trên đảo Groote Eylandt, như Umbakumba.
Những người phương Tây đầu tiên trông thấy Groote Eylandt là thủy thủ đoàn tàu Arnhem dưới sự chỉ huy của Willem van Coolsteerdt năm 1623. Hòn đảo có tên hiện tại vào năm 1644, khi Tasman đặt chân đến đây.

## Nhân vật nổi bật
- Donald Thomson (1901–1970), nhà nhân loại học và sinh học Úc.
- David Warren (1925–2010), người phát minh bộ lưu dữ liệu chuyến bay.
- Nick Kenny (1982–), cựu cầu thủ rugby league của Brisbane Broncos đến định cư trên Groote Eylandt.[4]
- Norman Tindale (1900–1993), nhà nhân loại học, khảo cổ học, côn trùng học và dân tộc học.

## Xem thên
- Sân bay Groote Eylandt